# 铜官山区
铜官山区，曾是中华人民共和国安徽省铜陵市下辖的一个区，于2015年与狮子山区合并为铜官区。

## 简介
铜官山区面积30平方千米，人口26万。邮政编码244000。铜官山区位于铜陵市西南部，是铜陵市的中心城区和政治、经济、文化中心。
2014年，铜官山区实现地区生产总值260亿元人民币，同2013年相比增长10%。完成固定资产投资136亿元，同2013年相比增长18%。实现财政收入9.897亿元人民币（不含海关），同2013年相比增长11.28%。城市化率100%，城镇居民人均可支配收入30594元人民币。

## 历史
1953年9月，铜陵县城关区下设铜官山办事处。1954年3月，铜官山办事处改为铜官山区。1956年4月，铜官山区第一办事处和第二办事处一部分合并为第一办事处，第三办事处和第二办事处的一部分合并为第二办事处，第四、第五办事处合并为第三办事处（扫把沟办事处）。1956年7月，以铜官山区为基础设立铜官山市人民委员会筹备处，划入铜陵县横港乡和谢龚乡的部分区域，分设为山上第一办事处、山上第二办事处和扫把沟办事处。10月，设立省辖铜官山市，第一办事处、第二办事处合并成铜兴办事处、第三（扫把沟）办事处改称兴隆办事处。
1957年2月，铜兴乡、横港乡合并为铜港乡。1958年4月，分铜兴办事处杨家山一带设立杨家山办事处。5月，分兴隆办事处横港一带，设立横港办事处。6月，铜陵县撤销，铜陵县的城关火箭公社、老洲上游公社、西湖公社、胥坝卫星公社划入铜官山市，铜官山市更名为铜陵市。9月，铜陵市设立铜官山区。1959年4月，铜陵县恢复，铜陵市撤销铜官山区，铜陵市的4个原属铜陵县的公社划回铜陵县；撤销铜兴办事处，设立铜兴镇；撤销兴隆办事处，设立兴隆镇，铜港超英人民公社改称铜港人民公社。1960年5月，撤销铜兴镇、兴隆镇，成立铜陵城市人民公社（7月更名为铜官山人民公社）。1960年12月，撤销铜官山人民公社，设立铜官山区，铜陵县狮子山区铜矿区域划属铜陵市，并设立狮子山镇，下辖狮子山、凤凰山2个街道。1963年3月，铜陵市撤销铜官山区和狮子山镇，设立铜兴镇、兴隆镇。1966年，铜兴镇更名为红旗镇，兴隆镇更名为红光镇。1969年，铜陵市撤销红旗镇、红光镇，设立向阳区。1980年7月，向阳区改称铜官山区。
2004年，将郊区东郊办事处区域天山大道（原七坝路）以西、铜芜路以南地区、联盟村15、16、17、18村民组划入铜官山区、后冲村、金牛居委会（郊区在铜官山区的飞地）等划归铜官山区管辖；铜官山区的上富强村块（铜官山区在郊区的飞地）等划归郊区管辖；铜官山区所辖铜陵市第二人民医院块（铜官山区在狮子山区的飞地）划归狮子山区管辖。2005年1月1日，铜官山区横港街道的桂家湖社区、磷铵社区划归郊区桥南办事处管辖。
2010年7月，根据《铜官山区区直管社区综合体制改革试点方案》，铜官山区全部6个街道办事处（长江路街道、铜官山街道、杨家山街道、石城路街道、扫把沟街道、横港街道）被撤销，原有的49个社区被整合为18个社区，由区直管社区。2011年1月，铜陵市开始推广铜官山区经验，在全市大规模撤销街道办事处，至2011年8月底，改革基本完成。2011年7月29日，安徽省召开全省社区综合管理体制改革现场会，总结推广铜陵社区综合管理体制改革的经验。在该会议上，中华人民共和国民政部副部长姜力宣布，将铜陵市铜官山区纳入“全国社区管理和服务创新实验区”，成为中华人民共和国全国到当时为止唯一一家社区管理和服务创新实验区。铜官山区的改革经验被称作“铜陵模式”。
2015年10月13日，《国务院关于同意安徽省铜陵市六安市安庆市调整部分行政区划的批复》（国函〔2015〕181号）： 撤销铜陵市官山区、狮子山区，设立铜陵市铜官区。

## 行政区划
撤销前，铜官山区下设18个区直管社区：天井湖社区、映湖社区、五松社区、人民社区、梅塘社区、幸福社区、官塘社区、学苑社区、阳光社区、友好社区、螺蛳山社区、露采社区、金口岭社区、鹞山社区、朝阳社区、滨江社区、金山社区、横港社区。